# Barwa pomarańczowa

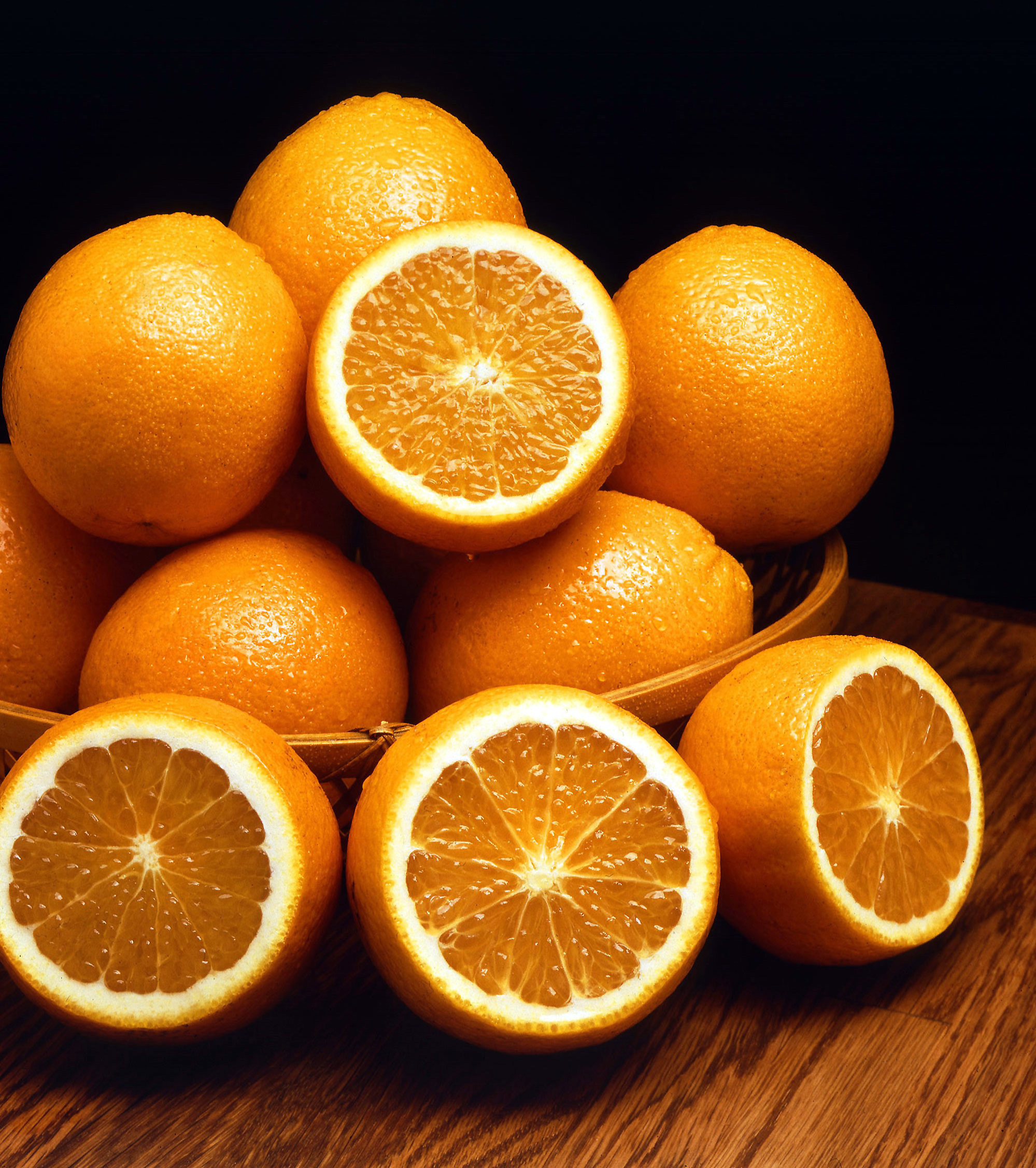
Pomarańczowe pomarańcze

Barwa pomarańczowa (pomarańcz, oranż) – kolor zaliczany do rodziny kolorów jaskrawych z palety barw podrzędnych. Powstaje po zmieszaniu dwóch podstawowych barw: czerwonej i żółtej. Nazwa koloru pomarańczowego wzięła się od nazwy owocu pomarańczy (franc. pomme orange – pomme – owoc, a orange – z arab. narandj).